# Messerschmitt M21
Die Messerschmitt M 21 war ein Schuldoppeldecker, der von den Bayerischen Flugzeugwerken Ende der 1920er-Jahre hergestellt wurde.

## Geschichte
Die zweisitzige M 21 war der erste Doppeldecker des Unternehmens und stellte eine Weiterentwicklung der BFW-3a dar. Der Auftrag als Nachfolger der Udet U 12 wurde vom Reichsverkehrsministerium erteilt. Das geforderte, aus geschweißtem Stahlrohr bestehende Rumpfgerüst anstelle eines Hölzernen wurde von Messerschmitt entworfen, während die restliche Konstruktion vom leitenden Konstrukteur Wenz stammte. Die M 21 besaß anklappbare Tragflächen und einen Kraftstoffbehälter im Baldachin des oberen Tragflügels. Im Winter konnten die Haupträder des Fahrwerks durch Skier ersetzt werden. Es wurden zwei Prototypen gebaut, die sich lediglich in der Motorisierung unterschieden.
M 21a
Wurde 1928 gebaut und trug das Luftfahrzeugkennzeichen D-1566. Sie war mit einem 59 kW (80 PS) leistenden Siemens-Halske-Triebwerk Sh 11 ausgerüstet.
M 21b
Variante aus dem gleichen Jahr mit einem Siemens-Halske Sh 12 und dem Kennzeichen D-1568.
Die beiden Flugzeuge wurden im August/September 1928 von Theodor Croneiß eingeflogen. Die Erprobung ergab in etwa gleiche Flugeigenschaften wie die U 12; lediglich Start- und Steigleistung waren aufgrund der leichteren Metallbauweise etwas besser. Ein Serienauftrag wurde nicht erteilt, beide M 21 gingen im Februar 1929 an die Deutsche Verkehrsfliegerschule, wo die M 21a im Dezember 1933 verunfallte. Die M 21b wurde im Dezember 1931 der Deutschen Versuchsanstalt für Luftfahrt übereignet, wo sie im Oktober 1936 ausgeschlachtet wurde.

## Technische Daten
| Kenngröße                 | Daten M 21a                               | Daten M 21b                                |
| ------------------------- | ----------------------------------------- | ------------------------------------------ |
| Besatzung                 | 2                                         | 2                                          |
| Länge                     | 7,30 m                                    | 7,22 m                                     |
| Spannweite                | 10 m                                      | 10 m                                       |
| Höhe                      | 2,82 m                                    | 2,82 m                                     |
| Flügelfläche              | 20,8 m²                                   | 20,8 m²                                    |
| Rüstmasse                 | 460 kg                                    | 480 kg                                     |
| max. Startmasse           | 740 kg                                    | 740 kg                                     |
| Triebwerk                 | ein Siemens & Halske Sh 11, 80 PS (59 kW) | ein Siemens & Halske Sh 12, 100 PS (74 kW) |
| Höchstgeschwindigkeit     | 145 km/h                                  | 156 km/h                                   |
| Reisegeschwindigkeit      | 130 km/h                                  | 140 km/h                                   |
| Landegeschwindigkeit      | 75 km/h                                   | 75 km/h                                    |
| Steigzeit auf 1000 m Höhe | 9:30 min                                  | 7 min                                      |
| Startrollstrecke          | 80 m                                      | 70 m                                       |
| Dienstgipfelhöhe          | 3400 m                                    | 3800 m                                     |
| Reichweite                | 600 km                                    | 600 km                                     |